# Кубок вызова ФИБА 2014/2015. Группа G
В этой статье представлено положение команд и результаты матчей в группе G регулярного сезона Кубка вызова ФИБА 2014/2015.

## Команды
| Корзина жеребьёвки | Команда   | Город     | Страна    | Последнее участие | 2013/2014  | 2013/2014 | 2013/2014 | Арена         | Вместимость |
| Корзина жеребьёвки | Команда   | Город     | Страна    | Последнее участие | Лига       | Поз.      | Плей-офф  | Арена         | Вместимость |
| ------------------ | --------- | --------- | --------- | ----------------- | ---------- | --------- | --------- | ------------- | ----------- |
| 1                  | Антверпен | Антверпен | Бельгия   | 2013/14           | Лига Этиас | 6-е       | ПФ        | Лотто Арена   | 5 218       |
| 2                  | КТП       | Котка     | Финляндия | 2013/14           | Korisliiga | 4-е       | ПФ        | Стевеко-арена | 1 600       |
| 3                  | Ле-Ман    | Ле-Ман    | Франция   | н/д               | Про A      | 5-е       | ЧФ        | Антарес       | 6 003       |
| 4                  | Бьелла    | Бьелла    | Италия    | н/д               | Serie A2   | 4-е       | н/д       | БьеллаФорум   | 5 707       |

## Положение команд
|  | Две лучшие команды выходят в Топ-16.    |
|  | Две худшие команды выбывают из турнира. |

| №  | Команда   | И | В | П | ОЗ  | ОП  | +/- | ЛВ       |
| -- | --------- | - | - | - | --- | --- | --- | -------- |
| 1. | Ле-Ман    | 6 | 5 | 1 | 478 | 414 | +64 |          |
| 2. | Антверпен | 6 | 3 | 3 | 542 | 514 | +28 | 1–1 (+9) |
| 3. | Бьелла    | 6 | 3 | 3 | 511 | 525 | –14 | 1–1 (–9) |
| 4. | КТП       | 6 | 1 | 5 | 475 | 553 | –78 |          |

## Результаты

### 1-й тур
| 4 ноября 2014 18:30 | Отчёт | КТП                              | 108:95   | Бьелла                                | «Стевеко-арена», Котка Зрителей: 870 Судьи: Марко Вучкович, Геллерт Капитани, Фернандо Калатрава Куэвас |
| 4 ноября 2014 18:30 | Отчёт | 16:21, 37:25, 31:18, 24:31       |          |                                       | «Стевеко-арена», Котка Зрителей: 870 Судьи: Марко Вучкович, Геллерт Капитани, Фернандо Калатрава Куэвас |
| 4 ноября 2014 18:30 | Отчёт | Ламонт Алмер 25                  | Очки     | Алан Воскули, Бенджамин Реймонд по 23 | «Стевеко-арена», Котка Зрителей: 870 Судьи: Марко Вучкович, Геллерт Капитани, Фернандо Калатрава Куэвас |
| 4 ноября 2014 18:30 | Отчёт | Тимо Хейнонен, Кеннет Симс по 11 | Подборы  | Лука Инфанте, Бенджамин Реймонд по 6  | «Стевеко-арена», Котка Зрителей: 870 Судьи: Марко Вучкович, Геллерт Капитани, Фернандо Калатрава Куэвас |
| 4 ноября 2014 18:30 | Отчёт | Тимо Хейнонен 3                  | Передачи | Лука Инфанте 5                        | «Стевеко-арена», Котка Зрителей: 870 Судьи: Марко Вучкович, Геллерт Капитани, Фернандо Калатрава Куэвас |

| 4 ноября 2014 20:30 | Отчёт | Ле-Ман                   | 72:66    | Антверпен                       | «Антарес», Ле-Ман Зрителей: 3 400 Судьи: Небойша Ковачевич, Войцех Лишка, Торкильд Родсанд |
| 4 ноября 2014 20:30 | Отчёт | 18:22, 21:7, 6:21, 27:16 |          |                                 | «Антарес», Ле-Ман Зрителей: 3 400 Судьи: Небойша Ковачевич, Войцех Лишка, Торкильд Родсанд |
| 4 ноября 2014 20:30 | Отчёт | Михал Игнерский 18       | Очки     | Кайл Фогг 13                    | «Антарес», Ле-Ман Зрителей: 3 400 Судьи: Небойша Ковачевич, Войцех Лишка, Торкильд Родсанд |
| 4 ноября 2014 20:30 | Отчёт | Муфтау Яру 5             | Подборы  | Жан-Марк Мвема 11               | «Антарес», Ле-Ман Зрителей: 3 400 Судьи: Небойша Ковачевич, Войцех Лишка, Торкильд Родсанд |
| 4 ноября 2014 20:30 | Отчёт | Шайрон Эли 6             | Передачи | Рул Морс, Джордан Каллахан по 3 | «Антарес», Ле-Ман Зрителей: 3 400 Судьи: Небойша Ковачевич, Войцех Лишка, Торкильд Родсанд |

### 2-й тур
| 11 ноября 2014 20:30 | Отчёт | Ле-Ман                           | 71:52    | КТП                  | «Антарес», Ле-Ман Зрителей: 4 500 Судьи: Мануэль Маццони, Себастьен Кливаз, Марко Владич |
| 11 ноября 2014 20:30 | Отчёт | 19:13, 17:18, 17:11, 18:10       |          |                      | «Антарес», Ле-Ман Зрителей: 4 500 Судьи: Мануэль Маццони, Себастьен Кливаз, Марко Владич |
| 11 ноября 2014 20:30 | Отчёт | Даниэль Эвинг 14                 | Очки     | Кеннет Симмс 14      | «Антарес», Ле-Ман Зрителей: 4 500 Судьи: Мануэль Маццони, Себастьен Кливаз, Марко Владич |
| 11 ноября 2014 20:30 | Отчёт | Муфтау Яру 7                     | Подборы  | Ламонт Алмер 15      | «Антарес», Ле-Ман Зрителей: 4 500 Судьи: Мануэль Маццони, Себастьен Кливаз, Марко Владич |
| 11 ноября 2014 20:30 | Отчёт | Родриг Бобуа, Даниэль Эвинг по 4 | Передачи | Брэндон Джефферсон 5 | «Антарес», Ле-Ман Зрителей: 4 500 Судьи: Мануэль Маццони, Себастьен Кливаз, Марко Владич |

| 12 ноября 2014 20:30 | Отчёт | Бьелла                          | 97:96    | Антверпен                         | «БьеллаФорум», Бьелла Зрителей: 1 655 Судьи: Эмин Могулкоч, Матьё Оссле, Хенри Хильке |
| 12 ноября 2014 20:30 | Отчёт | 31:32, 22:20, 21:24, 23:20      |          |                                   | «БьеллаФорум», Бьелла Зрителей: 1 655 Судьи: Эмин Могулкоч, Матьё Оссле, Хенри Хильке |
| 12 ноября 2014 20:30 | Отчёт | Алан Воскули 30                 | Очки     | Кайл Фогг 31                      | «БьеллаФорум», Бьелла Зрителей: 1 655 Судьи: Эмин Могулкоч, Матьё Оссле, Хенри Хильке |
| 12 ноября 2014 20:30 | Отчёт | Бенджамин Реймонд 9             | Подборы  | Жан-Марк Мвема, Кирк Арчибек по 7 | «БьеллаФорум», Бьелла Зрителей: 1 655 Судьи: Эмин Могулкоч, Матьё Оссле, Хенри Хильке |
| 12 ноября 2014 20:30 | Отчёт | Лука Инфанте, Алан Воскули по 8 | Передачи | Джордан Каллахан 6                | «БьеллаФорум», Бьелла Зрителей: 1 655 Судьи: Эмин Могулкоч, Матьё Оссле, Хенри Хильке |

### 3-й тур
| 18 ноября 2014 18:30 | Отчёт | КТП                        | 93:112   | Антверпен      | «Стевеко-арена», Котка Зрителей: 1 023 Судьи: Хейдн Джонс, Вацлав Лукеш, Александр Романов |
| 18 ноября 2014 18:30 | Отчёт | 29:26, 13:30, 28:28, 23:28 |          |                | «Стевеко-арена», Котка Зрителей: 1 023 Судьи: Хейдн Джонс, Вацлав Лукеш, Александр Романов |
| 18 ноября 2014 18:30 | Отчёт | Ламонт Алмер 29            | Очки     | Кайл Фогг 33   | «Стевеко-арена», Котка Зрителей: 1 023 Судьи: Хейдн Джонс, Вацлав Лукеш, Александр Романов |
| 18 ноября 2014 18:30 | Отчёт | Кеннет Симмс 11            | Подборы  | Райан Персон 7 | «Стевеко-арена», Котка Зрителей: 1 023 Судьи: Хейдн Джонс, Вацлав Лукеш, Александр Романов |
| 18 ноября 2014 18:30 | Отчёт | Брэндон Джефферсон 4       | Передачи | Рул Морс 6     | «Стевеко-арена», Котка Зрителей: 1 023 Судьи: Хейдн Джонс, Вацлав Лукеш, Александр Романов |

| 19 ноября 2014 20:30 | Отчёт | Бьелла                     | 82:64    | Ле-Ман            | «БьеллаФорум», Бьелла Зрителей: 1 588 Судьи: Паулу Маркеш, Урош Обркнежевич, Войцех Лишка |
| 19 ноября 2014 20:30 | Отчёт | 22:10, 29:22, 16:17, 15:15 |          |                   | «БьеллаФорум», Бьелла Зрителей: 1 588 Судьи: Паулу Маркеш, Урош Обркнежевич, Войцех Лишка |
| 19 ноября 2014 20:30 | Отчёт | Алан Воскули 25            | Очки     | Михал Игнерски 15 | «БьеллаФорум», Бьелла Зрителей: 1 588 Судьи: Паулу Маркеш, Урош Обркнежевич, Войцех Лишка |
| 19 ноября 2014 20:30 | Отчёт | Лука Инфанте 14            | Подборы  | Дуния Исса 7      | «БьеллаФорум», Бьелла Зрителей: 1 588 Судьи: Паулу Маркеш, Урош Обркнежевич, Войцех Лишка |
| 19 ноября 2014 20:30 | Отчёт | Симоне Берти 5             | Передачи | Антуан Эйто 4     | «БьеллаФорум», Бьелла Зрителей: 1 588 Судьи: Паулу Маркеш, Урош Обркнежевич, Войцех Лишка |

### 4-й тур
| 2 декабря 2014 20:30 | Отчёт | Бьелла                    | 81:77    | КТП                | «БьеллаФорум», Бьелла Зрителей: 3 800 Судьи: Эмин Могулкоч, Лука Кардум, Милан Недович |
| 2 декабря 2014 20:30 | Отчёт | 29:23, 7:22, 22:19, 23:13 |          |                    | «БьеллаФорум», Бьелла Зрителей: 3 800 Судьи: Эмин Могулкоч, Лука Кардум, Милан Недович |
| 2 декабря 2014 20:30 | Отчёт | Райан Персон 24           | Очки     | Родриг Бобуа 25    | «БьеллаФорум», Бьелла Зрителей: 3 800 Судьи: Эмин Могулкоч, Лука Кардум, Милан Недович |
| 2 декабря 2014 20:30 | Отчёт | Кайл Фогг, Райан Персон 8 | Подборы  | Иззет Тюркильмаз 9 | «БьеллаФорум», Бьелла Зрителей: 3 800 Судьи: Эмин Могулкоч, Лука Кардум, Милан Недович |
| 2 декабря 2014 20:30 | Отчёт | Деандре Кейн 4            | Передачи | Даниэль Эвинг 6    | «БьеллаФорум», Бьелла Зрителей: 3 800 Судьи: Эмин Могулкоч, Лука Кардум, Милан Недович |

| 3 декабря 2014 20:30 | Отчёт | Антверпен                  | 78:87    | Ле-Ман                | «Лотто Арена», Антверпен Зрителей: 2 227 Судьи: Нил Уилкинсон, Кристоф Мадингер, Сергей Беляков |
| 3 декабря 2014 20:30 | Отчёт | 18:25, 19:21, 29:20, 12:21 |          |                       | «Лотто Арена», Антверпен Зрителей: 2 227 Судьи: Нил Уилкинсон, Кристоф Мадингер, Сергей Беляков |
| 3 декабря 2014 20:30 | Отчёт | Алан Воскули 25            | Очки     | Брэндон Джефферсон 23 | «Лотто Арена», Антверпен Зрителей: 2 227 Судьи: Нил Уилкинсон, Кристоф Мадингер, Сергей Беляков |
| 3 декабря 2014 20:30 | Отчёт | Лука Инфанте 9             | Подборы  | Кеннет Симмс 13       | «Лотто Арена», Антверпен Зрителей: 2 227 Судьи: Нил Уилкинсон, Кристоф Мадингер, Сергей Беляков |
| 3 декабря 2014 20:30 | Отчёт | Алан Воскули 4             | Передачи | Ламонте Алмер 4       | «Лотто Арена», Антверпен Зрителей: 2 227 Судьи: Нил Уилкинсон, Кристоф Мадингер, Сергей Беляков |

### 5-й тур
| 9 декабря 2014 18:30 | Отчёт | КТП                                    | 62:96    | Ле-Ман          | «Стевеко-арена», Котка Зрителей: 1 079 Судьи: Марек Малишевский, Бо Буннгор, Александр Романов |
| 9 декабря 2014 18:30 | Отчёт | 17:27, 15:20, 16:22, 14:27             |          |                 | «Стевеко-арена», Котка Зрителей: 1 079 Судьи: Марек Малишевский, Бо Буннгор, Александр Романов |
| 9 декабря 2014 18:30 | Отчёт | Ламонт Улмер 21                        | Очки     | Родриг Бобуа 19 | «Стевеко-арена», Котка Зрителей: 1 079 Судьи: Марек Малишевский, Бо Буннгор, Александр Романов |
| 9 декабря 2014 18:30 | Отчёт | Ламонт Улмер 14                        | Подборы  | Муфтау Яру 10   | «Стевеко-арена», Котка Зрителей: 1 079 Судьи: Марек Малишевский, Бо Буннгор, Александр Романов |
| 9 декабря 2014 18:30 | Отчёт | Брэндон Джефферсон, Мики Куусисто по 2 | Передачи | Родриг Бобуа 4  | «Стевеко-арена», Котка Зрителей: 1 079 Судьи: Марек Малишевский, Бо Буннгор, Александр Романов |

| 9 декабря 2014 20:30 | Отчёт | Антверпен                        | 92:82    | Бьелла               | «Лотто Арена», Антверпен Зрителей: 1 523 Судьи: Юрис Кокаинис, Зафер Йилмаз, Мартин Хорозов |
| 9 декабря 2014 20:30 | Отчёт | 24:27, 20:21, 26:21, 22:13       |          |                      | «Лотто Арена», Антверпен Зрителей: 1 523 Судьи: Юрис Кокаинис, Зафер Йилмаз, Мартин Хорозов |
| 9 декабря 2014 20:30 | Отчёт | Райан Персон 22                  | Очки     | Бенджамин Раймонд 32 | «Лотто Арена», Антверпен Зрителей: 1 523 Судьи: Юрис Кокаинис, Зафер Йилмаз, Мартин Хорозов |
| 9 декабря 2014 20:30 | Отчёт | Райан Персон, Брэндон Убел по 12 | Подборы  | Алан Воскуил 5       | «Лотто Арена», Антверпен Зрителей: 1 523 Судьи: Юрис Кокаинис, Зафер Йилмаз, Мартин Хорозов |
| 9 декабря 2014 20:30 | Отчёт | Кайл Фогг, Деандре Кейн по 4     | Передачи | Алан Воскуил 5       | «Лотто Арена», Антверпен Зрителей: 1 523 Судьи: Юрис Кокаинис, Зафер Йилмаз, Мартин Хорозов |

### 6-й тур
| 16 декабря 2014 20:30 | Отчёт | Антверпен                         | 98:83    | КТП                  | «Лотто Арена», Антверпен Зрителей: 3 001 Судьи: Мехди Дифалла, Хейдн Джонс, Себастьен Кливаз |
| 16 декабря 2014 20:30 | Отчёт | 25:25, 19:26, 29:15, 25:17        |          |                      | «Лотто Арена», Антверпен Зрителей: 3 001 Судьи: Мехди Дифалла, Хейдн Джонс, Себастьен Кливаз |
| 16 декабря 2014 20:30 | Отчёт | Кирк Арчибек 23                   | Очки     | Ламонт Улмер 24      | «Лотто Арена», Антверпен Зрителей: 3 001 Судьи: Мехди Дифалла, Хейдн Джонс, Себастьен Кливаз |
| 16 декабря 2014 20:30 | Отчёт | Жан-Марк Мвема, Деандре Кейн по 7 | Подборы  | Ламонт Улмер 9       | «Лотто Арена», Антверпен Зрителей: 3 001 Судьи: Мехди Дифалла, Хейдн Джонс, Себастьен Кливаз |
| 16 декабря 2014 20:30 | Отчёт | Кайл Фогг, Деандре Кейн по 7      | Передачи | Брэндон Джефферсон 8 | «Лотто Арена», Антверпен Зрителей: 3 001 Судьи: Мехди Дифалла, Хейдн Джонс, Себастьен Кливаз |

| 16 декабря 2014 20:30 | Отчёт | Ле-Ман                     | 88:74    | Бьелла              | «Антарес», Ле-Ман Зрителей: 4 800 Судьи: Георгиос Пурсанидис, Йенер Йилмаз, Гэвин Уильямс |
| 16 декабря 2014 20:30 | Отчёт | 29:16, 17:12, 27:17, 15:29 |          |                     | «Антарес», Ле-Ман Зрителей: 4 800 Судьи: Георгиос Пурсанидис, Йенер Йилмаз, Гэвин Уильямс |
| 16 декабря 2014 20:30 | Отчёт | Шарль Кауди 17             | Очки     | Алан Воскули 22     | «Антарес», Ле-Ман Зрителей: 4 800 Судьи: Георгиос Пурсанидис, Йенер Йилмаз, Гэвин Уильямс |
| 16 декабря 2014 20:30 | Отчёт | Иззет Тюркильмаз 11        | Подборы  | Бенджамин Раймонд 8 | «Антарес», Ле-Ман Зрителей: 4 800 Судьи: Георгиос Пурсанидис, Йенер Йилмаз, Гэвин Уильямс |
| 16 декабря 2014 20:30 | Отчёт | Родриг Бобуа 6             | Передачи | Андреа Данна 4      | «Антарес», Ле-Ман Зрителей: 4 800 Судьи: Георгиос Пурсанидис, Йенер Йилмаз, Гэвин Уильямс |